# هری اگان
هری اگان (انگلیسی: Harry Egan; ۲۳ فوریهٔ ۱۹۱۲ – ۱۹۷۹ (۶۶−۶۷ سال)) بازیکن فوتبال بود.
از باشگاه‌هایی که در آن بازی کرده‌است می‌توان به باشگاه فوتبال کاردیف سیتی اشاره کرد.